# Kim Jaggy
Kim Jaggy (ur. 14 listopada 1982 w Varen) – haitański piłkarz występujący na pozycji obrońcy. W reprezentacji Haiti zadebiutował w 2011 roku. Do 2016 roku rozegrał w niej 23 mecze, w których zdobył jedną bramkę.